# Thessaloniki repülőtér
A Thessaloniki repülőtér (IATA: SKG, ICAO: LGTS) Görögország egyik nemzetközi repülőtere, amely Szaloniki közelében található. Éves utasforgalma 6 689 193 fő (2018).

## Futópályák
A repülőtér futópályái:
- 10/28 (2440 m, aszfalt)

## Forgalom
Az utasforgalom az elmúlt években az alábbi módon változott:
| Utasok száma | 2 227 487 | 2 797 166 | 3 548 027 | 3 500 922 | 3 802 854 | 3 910 751 | 4 039 576 | 5 687 325 | 6 897 057 | 5 923 175 |
|              | 1994      | 1997      | 2000      | 2003      | 2006      | 2010      | 2013      | 2016      | 2019      | 2022      |